# Fatimidenfriedhof (Assuan)

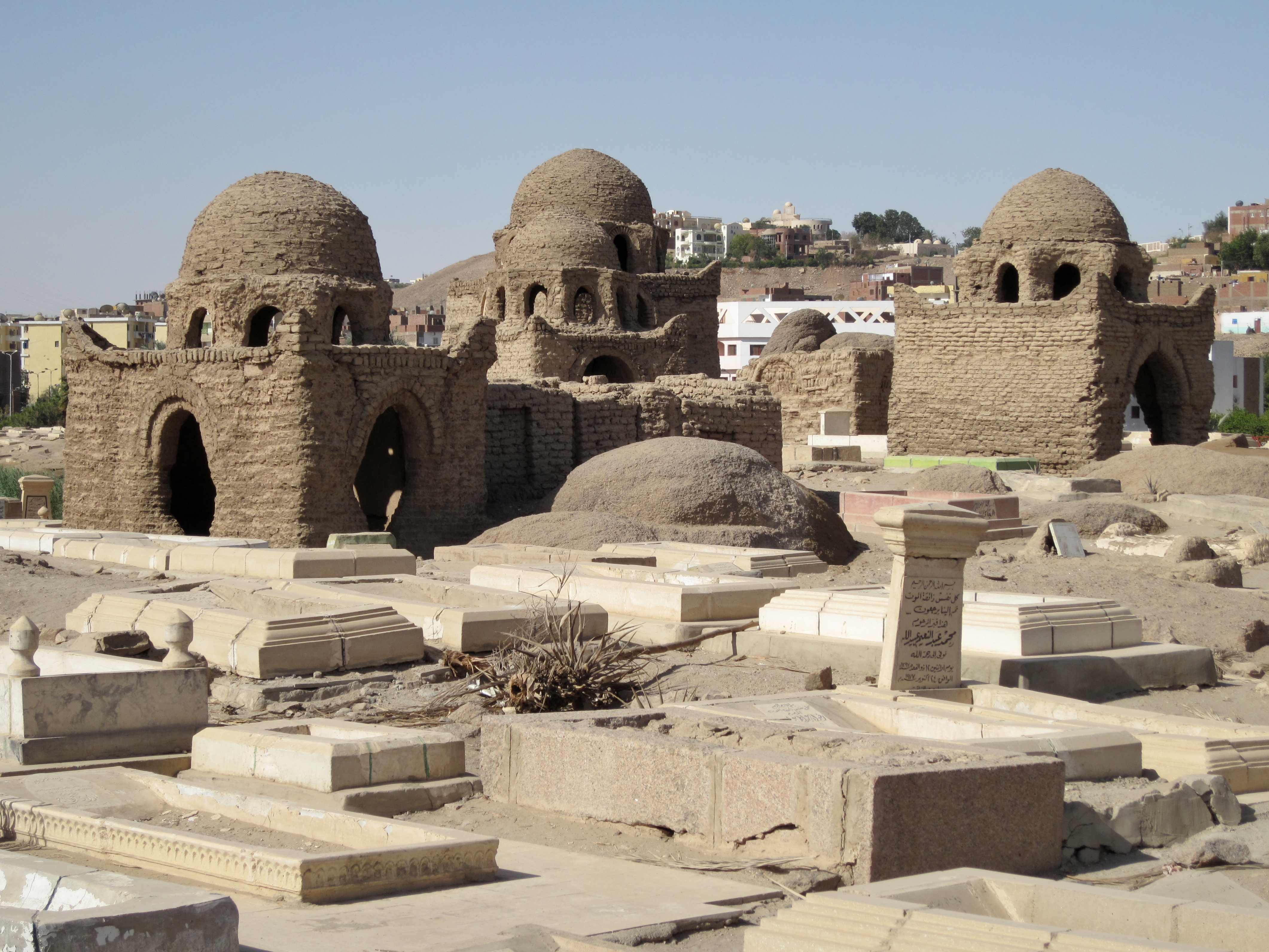
Fatimidenfriedhof in Assuan

Der Fatimidenfriedhof im Osten von Assuan ist einer der bedeutendsten islamischen Friedhöfe in Ägypten und einer der ältesten muslimischen Friedhöfe weltweit. Er gehört seit 1979 als Teil der Stätte Nubische Denkmäler von Abu Simbel bis Philae zum UNESCO-Weltkulturerbe.
Der Friedhof besteht aus zwei getrennten Bereichen und umfasste ursprünglich 80 Kuppelgräber, von denen jedoch nur noch 30 erhalten sind. Er geht auf das zweite Jahrhundert AH zurück und wurde bis zur Mamlukenzeit genutzt. Während der Fatimidenzeit (969–1171) wurde hier der erste Versuch unternommen, Kuppeln über Mausoleen in Ägypten zu errichten. Das Gebiet des ursprünglichen Friedhofs erstreckt sich über 2 km von Norden nach Süden und hat in bestimmten Bereichen eine ost-westliche Ausbreitung von ca. 500 m.
Der eingezäunte Friedhof liegt auf einem kleinen Hügel hinter dem Nubischen Museum und ist durch ein Haupttor zugänglich, das 10 Minuten Fußweg von der Corniche entfernt an der Straße zum Flughafen liegt.

## Gräber

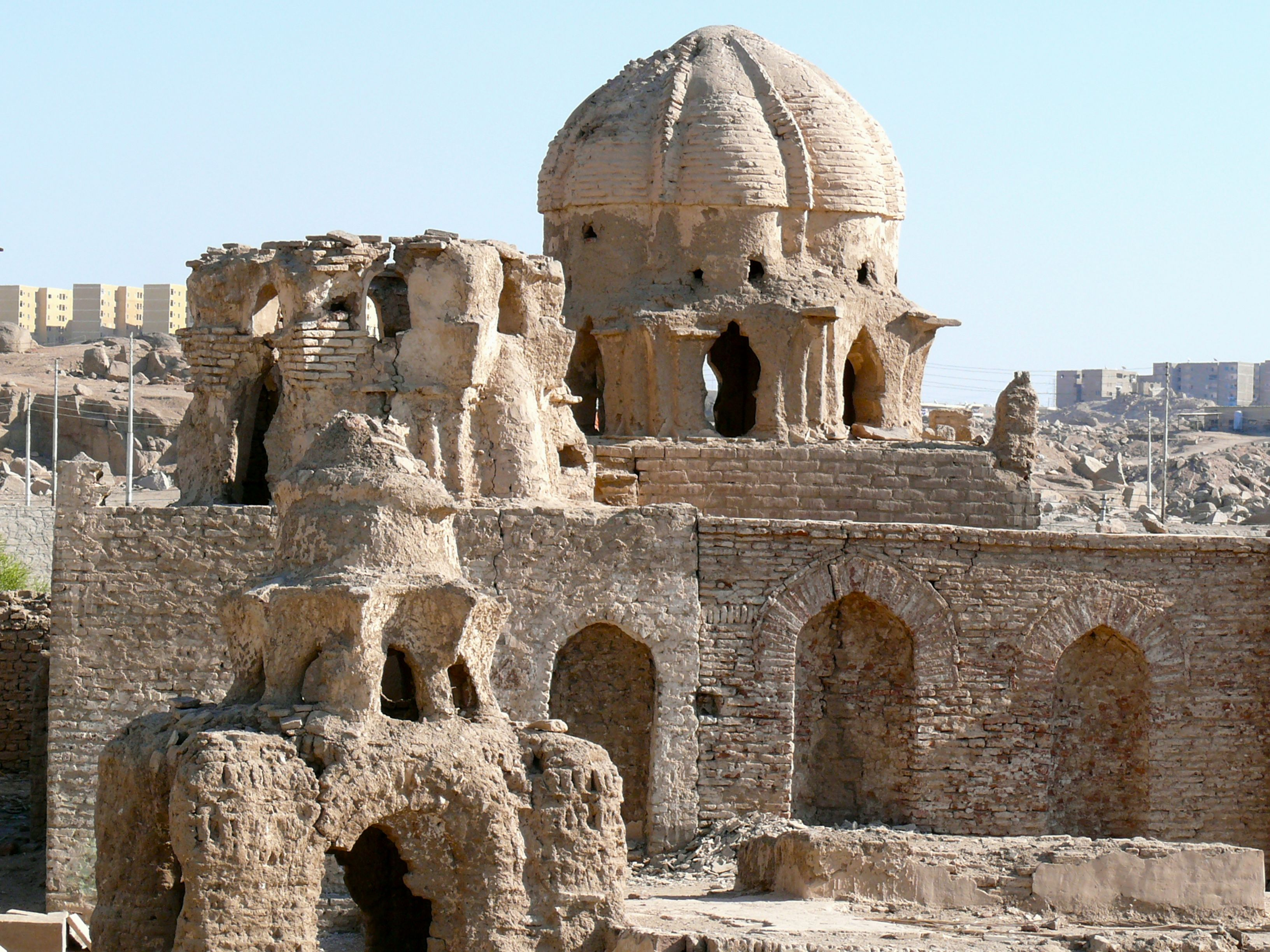
Grabanlage mit Kuppel

Auf dem Friedhof befinden sich über 1000 Gräber aus verschiedenen Phasen der Fatimidenherrschaft. Die Gräber bestehen zumeist aus Lehmziegeln, teilweise auch aus gebrannten Ziegeln für Kuppeln und Bögen, und reichen von einfachen rechteckigen Anlagen bis hin zu aufwändigen Strukturen mit Kuppeln, Gewölben und Mihrabs. Die Außenwände der Gräber waren ursprünglich mit Kalkputz bedeckt, der heute jedoch größtenteils abgetragen ist. Ein charakteristisches Merkmal der Kuppelgräber sind die vorstehenden Hörner an den Winkeln des Tambours, der die Kuppel stützt. Die Gräber sind auch als einige der frühesten Beispiele von Muqarnastrompen bedeutend.
Zu den wichtigsten Bauwerken gehören das Grab der 77 Walīs sowie die Maschhads (Mausoleen) von al-Scharif Hassan, al-Scharif Hedra, Abbasa Bnt Khadyj, al-Sada al-Ga'afara, Zainab bint al-Hanafyya und Sayyida Aamna auf dem Südfriedhof.
Bei einigen Mausoleen handelt es sich wahrscheinlich um Scheingräber von Persönlichkeiten, die dem Propheten nahestanden, sowie von bekannten Scheichs, die anderswo in Ägypten bestattet wurden. Bei diesen Mausoleen finden noch heute unterschiedliche Rituale für Hilfesuchende und Fruchtbarkeitskulte für Brautpaare statt.
In den Gräbern befanden sich einige Inschriften, die jedoch nach einem heftigen Regenguss Ende des 19. Jahrhunderts entfernt wurden. Die südliche Nekropole des Fatimidenfriedhofs wurde von 2006 bis 2014 von einem Forscherteam des Deutschen Archäologischen Instituts untersucht.
Der derzeitige Anstieg des Grundwassers stellt eine große Gefahr für die alte Lehmziegelarchitektur dar.